# Piotr Konstanty Stadnicki
Piotr Konstanty Stadnicki herbu Szreniawa bez Krzyża (ur. ok. 1668, zm. przed 1 czerwca 1745) – kasztelan wojnicki w latach 1728-1745, starosta sądecki w latach 1724-1728, kasztelan biecki w 1724 roku, chorąży sanocki w latach 1716-1724, stolnik sanocki w latach 1712-1716, marszałek sądów skarbowych ziemi sanockiej w 1716 roku.

## Życiorys
Służył w wojsku koronnym od 1696 roku. W 1712 roku był prawdopodobnie stolnikiem sanockim. W 1715 roku był rotmistrzem chorągwi pancernej w pułku hetmana Adama Mikołaja Sieniawskiego. W 1716 roku pełnił funkcję marszałka sądów skarbowych ziemi sanockiej i w tym roku otrzymał nominację na chorążego sanockiego. W 1725 roku dostał kasztelanię biecką i kasztelanię sądecką, a w 1728 roku – kasztelanię wojnicką.
W 1733 roku został wybrany rotmistrzem pospolitego ruszenia powiatów krakowskiego i szczyrzyckiego. W 1736 roku został wyznaczony senatorem rezydentem.

## Życie rodzinne
Był synem Jana Stadnickiego i Katarzyny z domu Kowieskiej. Miał rodzeństwo: Władysława Józefa, miecznika czernihowskiego i Karola, podczaszego bracławskiego i podwojewodziego krakowskiego.
Ożenił się z Anną z domu Stadnicką, córką Jana Franciszka Stadnickiego, nie pozostawił potomstwa.
Po śmierci został pochowany w kościele NMP w Krakowie.